# Geografia stosowana
Geografia stosowana – dział nauki zajmujący się zastosowaniem wiedzy geograficznej do rozwiązywania rzeczywistych problemów społecznych, ekonomicznych i środowiskowych.
Wiele badań integrujących wiedzę z geografii fizycznej, geografii człowieka i geografii regionalnej podejmuje się w ramach geografii stosowanej. Często utożsamiana z geografią regionalną.
Geografia stosowana podejmuje badania, na które istnieje konkretne zapotrzebowanie ze strony społeczeństwa czy gospodarki (np. geopolityka, geografia wojskowa, turystyka, gospodarka przestrzenna i planowanie przestrzenne, studia krajobrazowe),

## Obszar badawczy
Geografia stosowana polega na wykorzystaniu wiedzy i umiejętności geograficznych do rozwiązywania problemów społecznych, gospodarczych, środowiskowych, kulturowych i przestrzennych.
Przykładami działów geografii stosowanej są geografia kryminalna (przestępczości) czy planowanie przestrzenne.